# Scytalopus spillmanni
Scytalopus spillmanni là một loài chim trong họ Rhinocryptidae.